# Leningradská jaderná elektrárna
Leningradská jaderná elektrárna (rusky Ленинградская Атомная Электростанция им. В.И. Ленина, nebo také Ленинградская АЭС, či ЛАЭС) je jedna z atomových elektráren vybudovaných v tehdejším SSSR. Elektrárnu provozuje ruská společnost Rosenergoatom, součást Rosatomu. K chlazení se používá voda Finského zálivu.

## Historie a technické informace

### Počátky
Leningradský projekt byl podrobně představen na druhé jaderné konferenci v Ženevě v roce 1958. Ke konci roku 1959 však během návštěvy šesti členů Komise pro atomovou energii bylo potvrzeno, že plány na elektrárnu byly zrušeny. Oficiální zdůvodnění bylo, že Sovětský svaz chtěl počkat a zjistit, jaké budou provozní zkušenosti z Novovoroněže. Hledání vhodné lokality pro jadernou elektrárnu ve skutečnosti ztroskotalo na tom, že původní lokalita byla příliš blízko města Leningradu. Poprvé to bylo veřejně oznámeno v roce 1964. Samotná blízkost města nebyl problém, ale kvůli nedostatku provozních zkušeností bylo obtížné posoudit, zda bude systém skutečně dostatečně bezpečný.  Plány byly změněny v roce 1964 a místo pro elektrárnu bylo přesunuto do vesnice Sosnovyj Bor, 80 kilometrů od Leningradu. Místo bylo dříve určeno pro konvenční uhelnou elektrárnu GRES-16.
Projekt zpočátku počítal s VVER-210. Ministerstvo středně těžkého strojírenství však požadovalo použití reaktoru, který by reprezentoval nejmodernější technologii v Sovětském svazu a průmysl jej mohl okamžitě vyrábět. Na základě provozních zkušeností 1. a 2. bloku v Bělojarsku byl navržen velký grafitový varný reaktor s kanálovým uspořádáním o výkonu 1000 MW, dnes známý pod názvem RBMK-1000.
Výstavba reaktorů VVER-1000 tehdy ještě nebyla možná, neboť podnik na výrobu tlakových nádob Atommaš ve Volgodonsku ještě neexistoval.

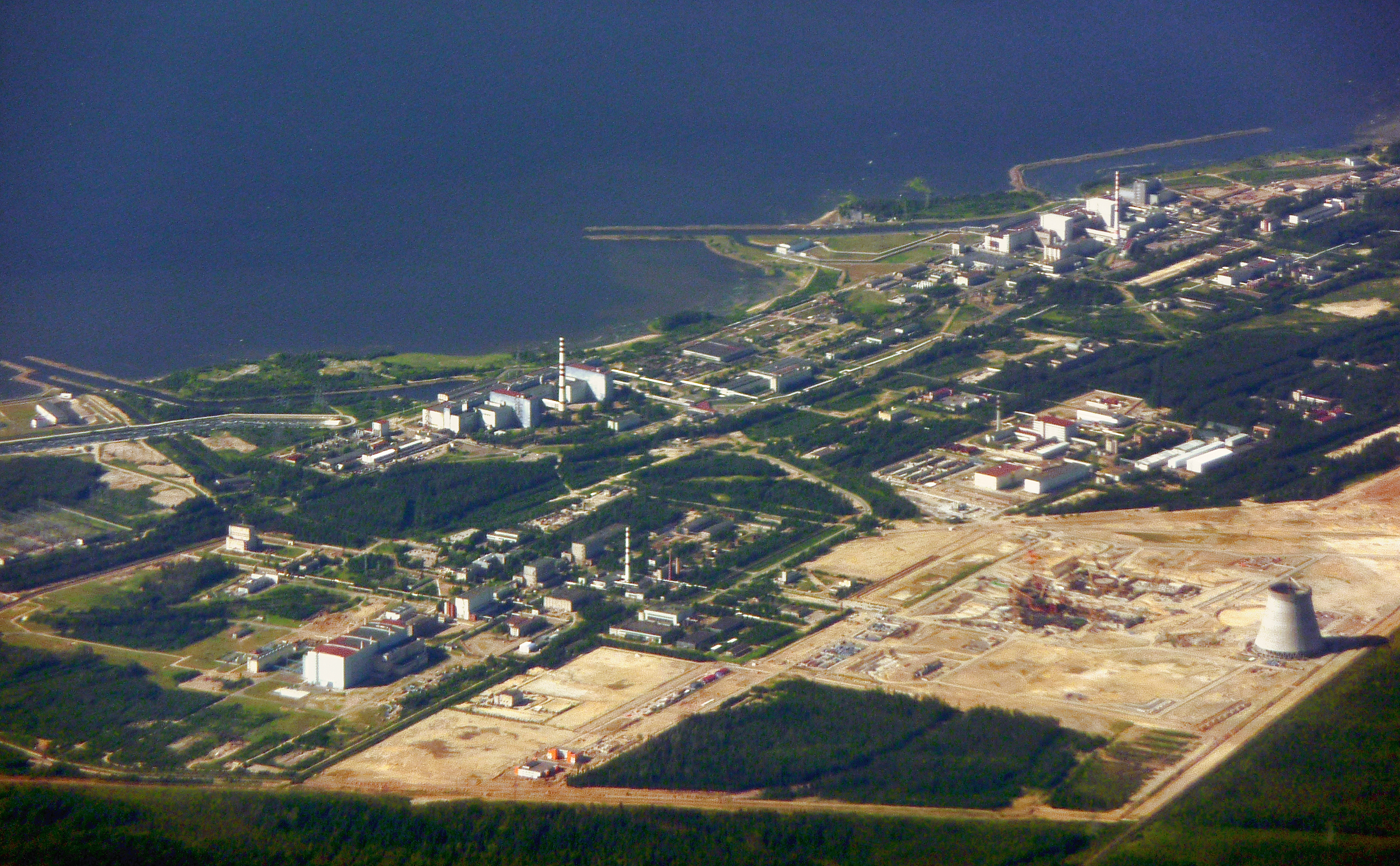
Leningradská jaderná elektrárna společně s novou elektrárnou

### Výstavba první fáze
Usnesením z 29. září 1966 byla schválena výstavba dvou RBMK-1000. Vedoucím stavebních prací byl pověřen Valentin Pavlovič Muravjov, který se dříve podílel na stavbě plutoniových reaktorů v Majaku, které mají podobný princip konstrukce. 6. července 1967 se začala hloubit stavební jáma pro dva bloky. 12. září byly nality první kubíky betonu pro základ elektrárny, 12. prosince první metry krychlové pro nosné konstrukce na prvním bloku. Od roku 1970 byl projekt přizpůsoben i pro další jaderné elektrárny v Sovětském svazu, v jaderných elektrárnách Kursk a Černobyl. Později měla následovat jaderná elektrárna Smolensk, která ale nakonec využila dvojblokovou budovu.
1. března 1970 byla oficiálně zahájena výstavba prvního bloku. Šéf Komise pro atomovou energii Sovětského svazu Andranik Petrosyants v zahajovacím projevu poprvé oznámil světové veřejnosti, že poblíž Leningradu začala výstavba prvního 1000 MW reaktoru na světě. Náklady na kilowatthodinu z bloku by měly být menší než dvě pětiny kopějky. 1. června 1970 započala výstavba  druhého bloku. Generátory pro dva bloky, čtyři v počtu o výkonu 500 MW každý, byly vyrobeny v Leningradu. Leningradská jaderná elektrárna byla pro místní firmy prestižním objektem, proto měla výroba komponentů pro jadernou elektrárnu přednost před ostatními zakázkami. V roce 1971 navštívila jadernou elektrárnu delegace Komise pro atomovou energii a byla informována o technologii.  Časopis Bauplanung-Bautechnik, ročník 26 z roku 1972 ocenil jadernou elektrárnu Leningrad zejména za to, že svou ekonomickou účinností poprvé konkuruje klasickým elektrárnám. 30. června 1971 byly v prvním bloku instalovány konstrukce reaktorového systému, aby 1. srpna 1972 mohl být do reaktoru instalován grafit. 15. října 1972 byla zahájena montáž kanálů, 12. prosince 1972 byl vylit první železobeton pro strojovnu. Během vrcholu stavebních aktivit v roce 1972 v areálu jaderné elektrárny bylo na místě 15 000 dělníků. Ke konci roku 1972 mohlo být instalováno první turbosoustrojí o výkonu 500 MW. 14. května 1974 byl grafit instalován i do druhého bloku, instalace kanálů mohla začít 26. června.

### Spouštění první fáze

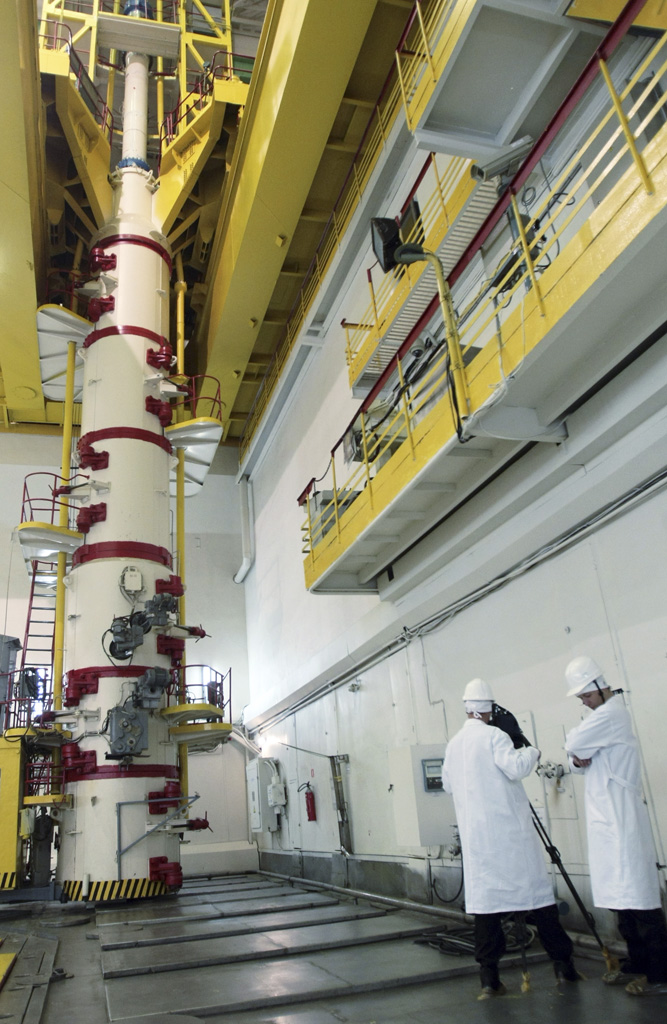
Stroj pro zavážení paliva

10. září 1973 bylo zahájeno plnění prvního reaktoru palivem, aby mohl být 12. září 1973 poprvé kriticky spuštěn. 14. listopadu začaly výkonnostní testy, v rámci kterých  byl blok poprvé synchronizován s elektrickou sítí 21. prosince  a poprvé napájel 150 MW do elektrické sítě. První provoz na plný výkon však závisel na tom, že krátce po uvedení do provozu byla uvedena do provozu nová rozvodna s novým vedením vysokého napětí spojující jadernou elektrárnu s jižními oblastmi Leningradské oblasti, jinak energie z jaderné elektrárny nemohlo být zahrnuto do mřížky . Při zkušebním provozu 7. ledna 1974 došlo k incidentu, kdy byl zničen železobetonový plynojem. Plyny byly radioaktivní a unikaly do okolí. K další události na bloku došlo, když 6. února 1974 prasklo vroucí vodou potrubí v meziokruhu radioaktivní odpadní vody a kalu a směs voda-kal se dostala do životního prostředí. Při incidentu zemřeli tři lidé.  Do konce července 1974 dosáhl blok přibližně 80 % svého jmenovitého výkonu, což odpovídá přibližně 800 MW. V té době již byly do elektrické sítě dodány dvě miliardy kilowatthodin.  1. listopadu 1974 byl blok uveden do komerčního provozu a poprvé běžel v plné zátěži s výkonem 1000 MW 7. listopadu.  S tímto jedním blokem se již jednalo o největší jadernou elektrárnu v Sovětském svazu. Ředitel jaderné elektrárny Muravyev však varoval, že elektrárna je i přes pokrok prototypového charakteru. 

### Výstavba druhé fáze
Původní záměr byl vystavět kopii první stavební fáze. 1. prosince 1973 tak začala výstavba třetího bloku. Padlo však rozhodnutí navrhnout bloky podle nejnovějšího sovětského vývoje a bezpečnostních technologií. Druhý stupeň má tedy daleko více pomocných systémů než první generace. Tato konstrukční změna však měla za následek, že zkušenosti získané při výstavbě prvních dvou bloků již nebylo možné v praxi využít. Důvodem výstavby druhé stavební fáze byla energetická náročnost, která se v Leningradské oblasti zvyšovala mílovými kroky. 
Práce na dvou blocích s novým designem začaly v roce 1975. 1. února 1975 se začal stavět i druhý blok.

### Spouštění druhé fáze
Plány z roku 1978 počítaly s tím, že třetí blok bude v provozu v roce 1980 a čtvrtý v roce 1981. 17. září 1979 byl třetí blok poprvé kriticky spuštěn a 7. prosince 1979 byl poprvé schopen přejít dodávat elektřinu do sítě. 29. června 1980 byl blok předán do komerčního provozu. Dne 3. září 1980 byl stroj na zavážení a vykládání reaktoru poprvé použit k výměně palivových článků na 3. bloku. Čtvrtý blok byl poprvé kritický 29. prosince 1980 a poprvé elektřinu vyrobil 9. února 1981. 29. srpna 1981 byl blok předán do komerčního provozu. 6. srpna 1981 byl stroj na zavážení a vykládání reaktoru poprvé použit k výměně palivových článků i ve čtvrtém bloku. Leningradská jaderná elektrárna byla po plném uvedení do provozu největší jadernou elektrárnou na světě s výkonem 4000 MW. Tento rekord byl překonán uvedením jaderné elektrárny Gravelines ve Francii do provozu v roce 1984, respektive zprovozněním jejího pátého reaktoru.

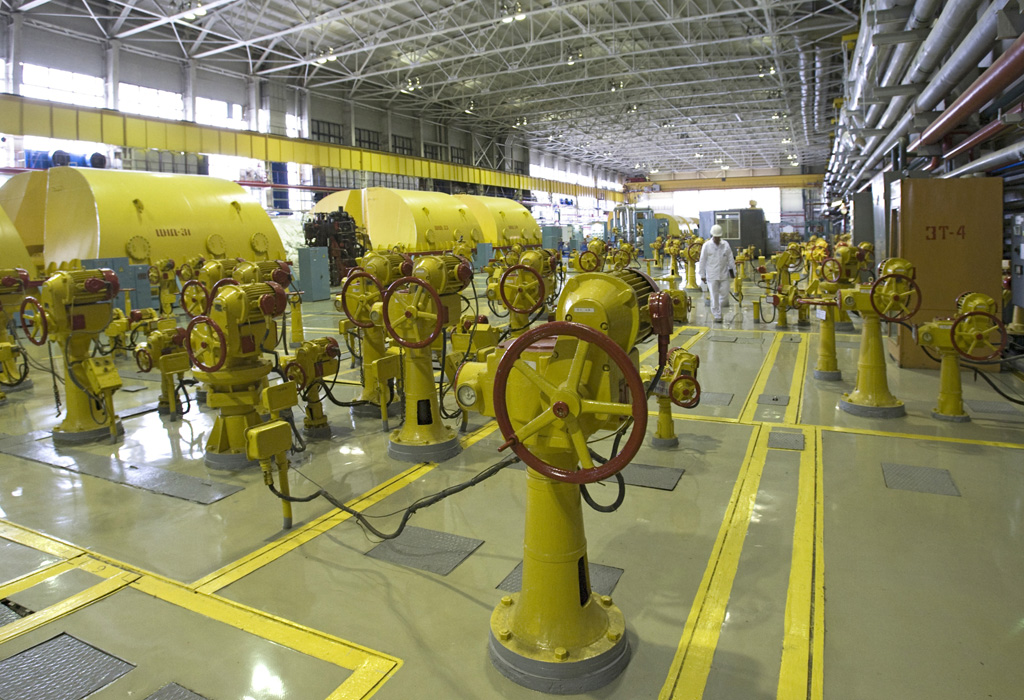
Turbíny druhého bloku

### Plány na výstavbu třetí fáze
V prosinci 1992 schválila ruská vláda revidovaný program výstavby jaderných elektráren v Ruské federaci. V tomto stavebním programu byly plánovány další dva bloky typu VVER-640/407 jako bloky 5 a 6. Kromě VVER-640 přišla do úvahy i výstavba MKER, jakožto nástupce RBMK. Nakonec bylo rozhodnuto o výstavbě jednoho VVER-640 a jednoho VVER-1500. Rosenergoatom požádal o povolení k výstavbě v roce 1995, aby do roku 2003 mohl být uveden do provozu první blok. S nadcházející reorganizací jaderného průmyslu v letech 2006 a 2007 však bylo v roce 2005 rozhodnuto o výstavbě nové jaderné elektrárny, která nahradí čtyři bloky Leningradské jaderné elektrárny. Projekt se jmenuje Leningradská jaderná elektrárna II.

### Modernizace
Bloky RBMK prošly modernizačními pracemi, které umožnily jejich provoz prodloužit až na 45 let (oproti původně předpokládaným 30 letům). Zahrnovaly opravy grafitových sloupců a obnovení jejich původní geometrie a dále výměna systémů elektrárny. Také byl zvýšen výkon bloků na 105 % nominálního. Prvním blokem, který prodloužením provozu prošel, byl 1. blok Leningradské elektrárny.

## Vyřazení elektrárny z provozu
Aby byla zachována výroba elektřiny v Leningradské jaderné elektrárně, která pokrývá více než polovinu spotřeby Leningradské oblasti, začala v sousedství s předstihem výstavba nových bloků. První blok ukončil výrobu elektřiny 22. prosince 2018, tj. dva měsíce po spuštění prvního bloku VVER-1200. Druhý blok RBMK ukončil provoz v listopadu 2020 a výrobu po něm přebral druhý blok VVER-1200. V únoru 2025 byla prodloužena licence pro 3. blok z roku 2025 na rok 2030, patrně kvůli nedostatečné rychlosti výstavby nových bloků. Čtvrtý blok by měl následovat.

## Informace o reaktorech
| Reaktor     | Typ reaktoru | Výkon  | Výkon   | Zahájení výstavby | Připojení k síti | Uvedení do provozu | Uzavření     |
| Reaktor     | Typ reaktoru | Čistý  | Hrubý   | Zahájení výstavby | Připojení k síti | Uvedení do provozu | Uzavření     |
| ----------- | ------------ | ------ | ------- | ----------------- | ---------------- | ------------------ | ------------ |
| Leningrad-1 | RBMK-1000    | 925 MW | 1000 MW | 1. 3. 1970        | 21. 12. 1973     | 1. 11. 1974        | 21. 12. 2018 |
| Leningrad-2 | RBMK-1000    | 925 MW | 1000 MW | 1. 6. 1970        | 1. 6. 1975       | 11. 2. 1976        | 10. 11. 2020 |
| Leningrad-3 | RBMK-1000    | 925 MW | 1000 MW | 1. 12. 1973       | 7. 12. 1979      | 29. 6. 1980        | 2030         |
| Leningrad-4 | RBMK-1000    | 925 MW | 1000 MW | 1. 2. 1975        | 9. 2. 1981       | 29. 8. 1981        | 2026         |